# Мігель Рікардо де Алава
Мігель Рікардо де Алава Есківель (ісп. Miguel Ricardo de Álava Esquível; 7 липня 1771 — 14 липня 1843) — іспанський військовик (бригадний генерал), дипломат і політик, формально очолював іспанський уряд у вересні 1835 року.

## Кар'єра
Перебував на військовій службі спочатку на флоті, дослужившись до рангу капітана фрегату, після чого перейшов до сухопутних військ. 1808 року вступив на військову службу Франції, втім 1811 року перейшов на бік англійців, був ад'ютантом лорда Веллінгтона й відзначився в багатьох боях із французами. За битву при Віторії отримав звання генерала.
Після повернення до Іспанії короля Фернандо VII де Алаву звинуватили в ліберальних поглядах і заарештували. Був звільнений тільки після втручання Веллінгтона й підкупу басків при іспанському дворі. Після звільнення де Алава був призначений на посаду посла Іспанії в Гаазі, звідки був відкликаний 1819 року.
1820 року Мігель Рікардо де Алава приєднався до революції та сприяв встановленню ліберальної конституції 1812 року. 1822 року боровся проти королівської гвардії. 1822 року став членом парламенту, а в травні того ж року очолив його. Незважаючи на вторгнення французів і відновлення абсолютної влади короля, залишався відданим ліберальному уряду, через що був змушений тікати до Кадіса. Там йому доручили вести перемовини з французами щодо здачі міста, однак провалив їх, за що був засуджений до страти прибічниками абсолютизму.
Від помсти з боку короля де Алава був змушений переховуватись у Гібралтарі, звідки виїхав до Англії. Після цього жив у Великій Британії й Нідерландах, поки регентка при малолітній Ізабеллі II Марія-Христина не закликала його на батьківщину. За часів врядування Франсіско Мартінеса де ла Роси де Алава був призначений на посаду посла в Лондоні.
14 вересня 1835 року де Алава формально очолив іспанський уряд, однак вже за 11 днів його замінив тогочасний міністр фінансів Хуан Альварес Мендісабаль.